# Дварс дор де Вестхук
Дварс дор де Вестхук (нидерл. Dwars door de Westhoek) — шоссейная однодневная велогонка, проходящая по территории Бельгии с 2007 года.

## История
Гонка была создана в 2007 году и изначально проводилась в рамках национального календаря. В 2010 году вошла в Женский мировой шоссейный календарь UCI. А в 2014 году ещё и в календарь женского Кубка Бельгии.
В 2020 году была отменена из-за пандемии COVID-19.
Маршрут гонки проходит в регионе Вестхук провинции Западная Фландрия. Старт и финиш располагаются в Boezinge, а трасса представляет собой несколько различных кругов/петель, включающий подъём Rodeberg (0,8 км с градиентом 4,8%) между населёнными пунктами Loker и Westouter недалеко от границы с Францией. Общая протяжённость дистанции составляет в районе 130 км.

## Призёры
| Год  | Победитель           | Второй             | Третий                    |          |
| ---- | -------------------- | ------------------ | ------------------------- | -------- |
| 2007 | Эмма Юханссон        | Сьюзи Годарт       | Сильвия Деббудт           |          |
| 2008 | Элизабет Армитстед   | Верле Ингельс      | Маша Пейненборг           |          |
| 2009 | Лисбет Де Вохт       | Ленси Деббудт      | Софи Де Вёйст             |          |
| 2010 | Лисбет Де Вохт       | Петра Дейкман      | Сюзанна де Гуде           |          |
| 2011 | Грейс Вербеке        | Яннеке Энсинг      | Мартине Брас              |          |
| 2012 | Ким де Баат          | Лаура ван дер Камп | Мартина Цвик              |          |
| 2013 | Жольен Д'Ор          | Мартине Брас       | Полин Ферран-Прево        |          |
| 2014 | Анна Ван дер Брегген | Жольен Д'Ор        | Люси Гарнер               |          |
| 2015 | Элиза Дельзенн       | Жольен Д'Ор        | Тиффани Кромвель          |          |
| 2016 | Кристине Маерус      | Елена Чеккини      | Эмма Юханссон             |          |
| 2017 | Валентина Скандолара | Натали ван Гог     | Мария Джулия Конфалоньери |          |
| 2018 | Нгуен Тхи Тат        | Лорена Вибес       | Элиза Бальзамо            |          |
| 2019 | Элиза Бальзамо       | Лорена Вибес       | Лотте Копеки              |          |
| 2020 | отменено             | отменено           | отменено                  | отменено |
| 2021 | Лорена Вибес         | Жольен Д'Ор        | Барбара Гуариши           |          |
| 2022 | Кьяра Консонни       | Софи Ван Ройн      | Гайя Масетти              |          |
| 2023 | Пфейффер Джорджи     | Леа Куринье        | Шарлотта Кол              |          |
| 2024 | Катрин Швайнбергер   | Лауретта Хансон    | Лили Уильямс              |          |
| 2025 | Флёр Мурс            | Сюзанна Андерсен   | Амалия Дидериксен         |          |